# FC Bayern München (asztalitenisz)

Az sportegyesület és a szakosztály címere

Az FC Bayern München sportegyesületének az asztalitenisz osztálya 1946-ban alakult meg.

## Történelem
A megalakulást követően az asztalitenisz osztály 104 tagot számlált. Jelenleg a sportosztály 8 férfi, 3 ifjúsági és 1 női csapattal rendelkezik. A férfiak legjobbjai Németország harmadik vonalában játszanak, míg a női csapat a délkeletnémet bajnokságban tevékenykedik. Az egyesület nagy hangsúlyt fektet az utánpótlás nevelésre. 2014-es statisztikák szerint a sportosztály 220 taggal rendelkezik.